# 파라모올드필드쥐
파라모올드필드쥐(Thomasomys paramorum)는 비단털쥐과에 속하는 설치류이다. 에콰도르에서만 발견된다.

## 분포 및 서식지
안데스산맥 북부 지역의 토착종으로 해발 2,000~4.300m의 콜롬비아 남부 지역부터 에콰도르 중부와 우앙카밤바 분지 북쪽까지 지역에서 발견된다. 산지림과 파라모 서식지, 주로 일차림과 이차림에서 서식하고 최근에는 교란 숲에서도 발견된다.